# Echiniscus madonnae
Espèce
Echiniscus madonnae est une espèce de tardigrades de la famille des Echiniscidae. 

## Distribution
Cette espèce est endémique du Pérou.

## Étymologie
Cette espèce est nommée en l'honneur de Madonna.

## Publication originale
- Kaczmarek & Michalczyk, 2006 : Revision of the Echiniscus bigranulatus group with a description of a new species Echiniscus madonnae (Tardigrada: Heterotardigrada: Echiniscidae) from South America. Zootaxa, no 1154, p. 1-26.